# Джеймс Глісон
Джеймс Остін Глісон (англ. James Austin Gleason; 23 травня 1882 — 12 квітня 1959) — американський актор, драматург і сценарист.

## Життя і кар'єра
Глісон народився в Нью-Йорку в родині Міни (уроджена Кроліус; 1858—1931) і Вільяма Л. Глісона (1850—1909) [2] [3]. З юних років захоплювався театром, беручи участь в шкільних виставах. У 16 років вступив до лав армії США і три роки служив на Філіппінах.
Після служби він професійно зайнявся акторською кар'єрою, спочатку граючи протягом двох років на театральних сценах Лондона, а після повернення в США продовжив акторську кар'єру на батьківщині. У той же час він виступив як драматург і сценарист, п'єса якого були поставлені в багатьох театрах, в тому числі і на Бродвеї.
З початком Першої світової Глісон знову вступив до лав американської армії, в якій служив до закінчення війни.
У 1922 році Глісон дебютував на великому екрані, з'явившись в подальшому в більш ніж сотні фільмів, серед яких «Знайомтеся, Джон Доу» (1941), «А ось і містер Джордан» (1941, номінація на премію «Оскар» за кращу чоловічу роль другого плану), «Казки Манхеттена» (1942), «Миш'як і старі мережива» (1944), «Ключі від царства небесного» (1944), «Дерево росте в Брукліні» (1945), «Дружина єпископа» (1947) і «Ніч мисливця» (1955).
У 1905 році Глісон одружився з актрисою Люсілль Уебстер, яка взяла собі прізвище чоловіка. Через два роки у них народився син Рассел Глісон, який пішов по стопах батьків і став актором. У грудні 1945 року Рассел трагічно загинув, випавши з вікна четвертого поверху одного з готелів Нью-Йорка, де разом зі своїм полком очікував транспортування в Європу. Люсілль Глісон померла через два роки від серцевого нападу. Сам актор пережив дружину на 12 років і помер в квітні 1959 роки від астми у віці 76 років. Похований на кладовищі Святого хреста в Калвер-Сіті, Каліфорнія.

## Вибрана фільмографія

### Актор
- 1922 — «Дурощі Поллі»
- 1929 — «Бродвейська мелодія»
- 1931 — «Вільна душа»
- 1932 — «Леді та джентльмен»
- 1933 — «Містер Магг»
- 1941 — «Щиро твій»
- 1942 — «Моя дівчина Сел»
- 1942 — «Магнат»
- 1945 — «Дерево росте в Брукліні»
- 1947 — «Дружина єпископа»
- 1958 — «Тварина самка»

### Сценарист
- 1931 — «Три голлівудські дівчини» (автор сценарію)